# Маврудис, Нотис
Но́тис (Панайо́тис) Маврудис (15 июля 1945 или 16 июля 1945, Афины — 3 января 2023, Макриница) — греческий композитор и гитарист.

## Семья — детство
Маврудис родился в Афинах в 1945 году в бедной семье швеи и сапожника.
В семье было ещё трое детей.
Мать была беремена Нотисом, когда её посадили в тюрьму «Авероф», за то что в декабре 1944 года спрятала в доме коммуниста.
Перед родами ей разрешили пребывание дома под присмотром полиции и через несколько дней после родов снова отправили в тюрьму. Мать взяла ребёнка с собой, в то время как трое других детей остались на попечении отца и тёток.
Первые два года своей жизни провёл в тюрьме.
Перипетии его семьи и детство предопределили его симпатии и отношения с левыми политическими силами

## Музыкальная карьера
В 1958 году начал уроки гитары в Национальной консерватории в классе преподавателя Димитриса Фабаса и в 1969 году получил диплом с отличием.
В 1970 году обосновался в Италии, где ему была предоставлена кафедра классической гитары в Scuola Ciciva di Milano, где он преподавал до 1975 года.
Параллельно и с 1970 года он был слушателем в академии в Сантьяго-де-Компостела в Испании у Jose Tomas.
В 1975 году вернулся и окончательно обосновался в Афинах, где начал преподавать классическую гитару в Национальной консерватории.
В 1975, 1977 и 1979 годах дал сольные концерты на Фестивале классической гитары в Esztergom в Венгрии.
В 1978 принял участие в международном Фестивале политической песни в Берлине и в 11 м всемирном фестивале молодёжи в Гаване.
В качестве композитора и гитариста дал множество сольных представлений в Греции, Италии, Финляндии, Швейцарии, Австрии, Венгрии, Кубе.
Его учениками в Национальной консеватории были многие известные в дальнейшем греческие музыканты такие как Манолис Андрулидакис, Сократис Маламас, Панайотис Маргарис, Георгиос Мелас, Ламброс Дусикос, Димитрис Сотиропулос и др.
С 1994 года принял обязаности президента «Дома (дословно крова) искусств» (Στέγη Γραμμάτων και Τεχνών), при министерстве культуры Греции, а с 1995 года (по 1999 год) принял обязанности художественного руководителя международного фестиваля в городе Патры
Нотис Маврудис получил смертельное ранение 3 января 2023 года, после падения с высоты 3 метров на своей даче в местечке Кукурава села Макриница (Магнисия)

## Отличия — Награды
- в 1965 году Маврудис получил Первую премию на 4 м фестивале песни в Салониках, за песню «Ночь была большой» («Ήταν μεγάλη η νύχτα») на стихи Янниса Какулидиса и в исполнении Сулы Бирбили.

- в 1969 году был награждён Первой премией на международном конкурсе гитаристов в Милане, и одновременно премией итальянской музыкальной прессы «Mario de Luigi».

- в 1990 году был награждён на международном конкурсе детской песни в Лисабоне.

В том же году посольство Бразилии в Греции вручило ему премию «Heitor Villa-Lobos» за его вклад в популяризацию работ этого бразильского композитора в Греции.
В том же году его песня «Паяц» в исполнении детского хора Димитриса Типалдоса получила Первый приз на 12 м международном конкурсе детских хоров в Лисабоне.
- В 2005 и 2006 году дважды получил греческий музыкальный приз «Арион» за диски Cafe de l' art — Cinema и Cafe de l' art — Цицанис — Вамвакарис.

## Дискография
Маврудис стал известен в греческой дискографии с 1964 года, начиная с песен «У неба нет предела» («Άκρη δεν έχει ο ουρανός») и «Одень своё праздничное» («Τα γιορτινά σου φόρεσε»), на стихи Янниса Какулидиса и в исполнении Йоргоса Зографоса.
С 1966 года также писал музыку для театра и кинематографа.

### Некоторые этапы в дискографии Маврудиса
- 1968 — музыка к поэме Одисеаса Элитиса «Песнь героическая и траурная о павшем в Албании лейтенанте» (Άσμα ηρωϊκό και πένθιμο για τον χαμένο Ανθυπολοχαγό της Αλβανίας) — народная оратория для голоса-хора и оркестра.
- 1976 — диск «Рисунки из Теофилоса» (Ζωγραφιές απ' τον Θεόφιλο) на стихи Акоса Даскало́пулоса.
- 1977 — музыка к стихам Маноса Хадзидакиса в диске «Дитё Земли» (Παιδί της Γης).
- 1985 — диск «Любовь непобедимая» (Έρως ανίκατε μάχαν) на стихи Илиаса Петро́пулоса.
- 1990 — песни для детского хора
- 1998 — диски для театральных представлений «Приключения Оливера Твиста» и «Ифигения в Авлиде»
- 1999—2008 запись (совместно с его учеником Панайо́тисом Маргарисом из сериала Cafe de l' art, аранжировок известных песен из греческого и международного репертуара, для двух гитар.

Аналогично в 2018 году сериал Café Latino с Йо́ргосом Тосикяном.
- 2019 — «Бдительная луна» («Άγρυπνο φεγγάρι»), греческие поэты XIX и XX веков.
- 1999 — диск Луна Парк, с детским хором Димитриса Типалдоса и с участием Йо́ргоса Далараса.
- 2002 — песни для женских голосов в диске «Эхо любви» (Στην ηχώ του έρωτα), с участием Харис Алексиу и Гликерии
- В качестве певца принял участие с единственной песней «Город Константинополь» («Πόλη Κωνσταντινούπολη») в диске «Город пал» (Εάλω η Πόλις), в котором все принявшие участие композиторы исполняли свои песни.

- Издал свою книгу «О греческой песне чтение» (Περί ελληνικού τραγουδιού το ανάγνωσμα) с приложенным cd «С заёмными идеалами» («Με δανεικά ιδανικά») с 7 новыми своими песнями.